# Пермь (подводная лодка проекта 885)
«Пермь» — российская многоцелевая атомная подводная лодка 4-го поколения, шестой корабль проекта 885М «Ясень-М». Строится по модернизированному проекту 885М (08851) «Ясень-М», строительство которых ведет ПО «Севмаш». (Ранее имя «Пермь» носила другая атомная подводная лодка, построенная в 1980-е годы, — Б-292 «Пермь» проекта 671РТМК).

## История строительства
Заложена 29 июля 2016 года, в канун отмечаемого 31 июля 2016 года Дня ВМФ.
Заявлялось, что АПЛ будет первым штатным носителем гиперзвуковой крылатой ракеты «Циркон».
27 марта 2025 спущена на воду.